# Kistarcsa, kórház megállóhely
Kistarcsa, kórház megállóhely (korábban Kerepestarcsa Kórház) egy HÉV-megállóhely Kistarcsa településen, a MÁV Személyszállítási Zrt. üzemeltetésében. A belterület nyugati széle közelében helyezkedik el, közvetlenül a 3-as főút mellett, amely egyúttal a közúti elérését biztosítja. A Flór Ferenc Kórház átadása után két évvel, 1982. május 10-én adták át.

## Forgalom
| Járat | Útvonal | Gyakoriság       |
| ----- | --- | ---------------- |
|       | Örs vezér tere – Rákosfalva – Nagyicce – Sashalom – Mátyásföld, repülőtér – Mátyásföld, Imre utca – Mátyásföld alsó – Cinkota – Ilonatelep – Kistarcsa, kórház – Kistarcsa – Zsófialiget – Kerepes – Szilasliget – Mogyoród – Szentjakab – Gödöllő, Erzsébet park – Gödöllő, Szabadság tér – Gödöllő, Palotakert – Gödöllő | 10-60 percenként |

## Megközelítés tömegközlekedéssel
- Busz:  92, 92A
- Elővárosi busz:  410, 430, 440, 441, 448, 449, 504
- Éjszakai busz:  992